# 玉野市立日比中学校
玉野市立日比中学校（たまのしりつ ひびちゅうがっこう）は、岡山県玉野市にある公立中学校。

## 通学区域が隣接している学校
- 玉野市立玉中学校
- 玉野市立荘内中学校
- 倉敷市立琴浦中学校
- （香川県）高松市立下笠居中学校 （大槌島内で隣接。）
- （香川県）直島町立直島中学校 （海を挟んで隣接。）